# Gymnopis
Genre
Synonymes
- Cryptopsophis Boulenger, 1883
- Copeotyphlinus Taylor, 1968
- Minascaecilia Wake & Campbell, 1983

Gymnopis est un genre de gymnophiones de la famille des Dermophiidae.

## Répartition
Les deux espèces de ce genre se rencontrent du Guatemala au Panama.

## Liste des espèces
Selon Amphibian Species of the World (10 février 2014) :
- Gymnopis multiplicata Peters, 1874
- Gymnopis syntrema (Cope, 1866)

## Publication originale
- Peters, 1874 : Über neue Amphibien (Gymnopis, Siphonops, Polypedates, Rhacophorus, Hyla, Cyclodus, Euprepes, Clemmys. Monatsberichte der Königlich Preussischen Akademie der Wissenschaften zu Berlin, p. 616-624 (texte intégral).